# Giuseppe Aversa
Giuseppe Aversa (ur. 21 stycznia 1862 w Neapolu, zm. 12 kwietnia 1917 w Monako) – włoski duchowny rzymskokatolicki, arcybiskup tytularny, dyplomata papieski.

## Biografia
W 1885 otrzymał święcenia prezbiteriatu.
24 lub 25 maja 1906 papież Pius X mianował go delegatem apostolskim na Kubie i na Portoryko oraz 1 sierpnia 1906 arcybiskupem tytularnym sardesyjskim. 8 września 1906 przyjął sakrę biskupią z rąk sekretarza stanu kard. Rafaela Merry del Vala. Współkonsekratorami byli biskup Trivento Carlo Pietropaoli oraz biskup tytularny Troasu Raffaele Virili.
21 października 1909 został dodatkowo mianowany delegatem apostolskim w Wenezueli. 27 lutego 1911 został przeniesiony na stanowisko nuncjusza apostolskiego w Brazylii.
4 grudnia 1916 papież Benedykt XV mianował go nuncjuszem apostolskim w Bawarii. Urząd ten pełnił do śmierci 12 kwietnia 1917.